# Абу Діабі
Вассірікі́ Абу́ Діабі́ (фр. Vassiriki Abou Diaby, французька вимова [abu djabi]; нар. 11 травня 1986 року, Обервільє) — колишній французький футболіст івуарійського походження, півзахисник. Відомий виступами за лондонський «Арсенал» та національну збірну Франції.

## Біографія

### Клубна кар'єра

#### Початок
Народившись передмісті Парижа Обервільє, Діабі розпочав свою кар'єру в академії клубу рідного міста «Обервільє». У 12 років перейшов до головного клубу північних передмість Парижа «Ред Стар», а в 15-річному віці приєднався до академії провідного клубу міста — «Парі Сен-Жермен». Після нетривалого перебування в академії Клерфонтен 2002 році перейшов до школи «Осера». У 2004 році підписав перший професійний контракт з «Осером». Дебют за «Осер» у Діабі відбувся 14 серпня 2004 року в матчі проти «Ренна», вийшовши на поле у другому таймі на заміну. За сезон 2004—05 Абу зіграв 7 матчів в чемпіонаті Франції, а в першій половині сезону 2005—06 зіграв ще 6 ігор.

#### Арсенал

##### 2005—2006
12 січня 2006 року Діабі перейшов у «Арсенал» за суму близько 2 млн англійських фунтів. У новому клубі Діабі взяв номер 2, так як колишній власник номера — Лі Діксон — завершив кар'єру. Діабі був придбаний для того, щоб замінити Патріка Вієра, який покинув клуб. Абу дебютував за «Арсенал» 21 січня 2006 року у матчі проти «Евертона», який завершився поразкою 1:0. 1 квітня 2006 року Діабі забив свій перший гол за «Арсенал» у матчі проти «Астон Вілли», вийшовши на заміну. Усього лише через місяць, 1 травня, Діабі отримав перелом щиколотки зі зміщенням в матчі проти «Сандерленда» в єдиноборстві з Деном Смітом. Травма змусила футболіста пропустити вісім місяців тренувань, а також фінал Ліги Чемпіонів та молодіжний чемпіонат Європи 2006 року.

##### 2006—2007

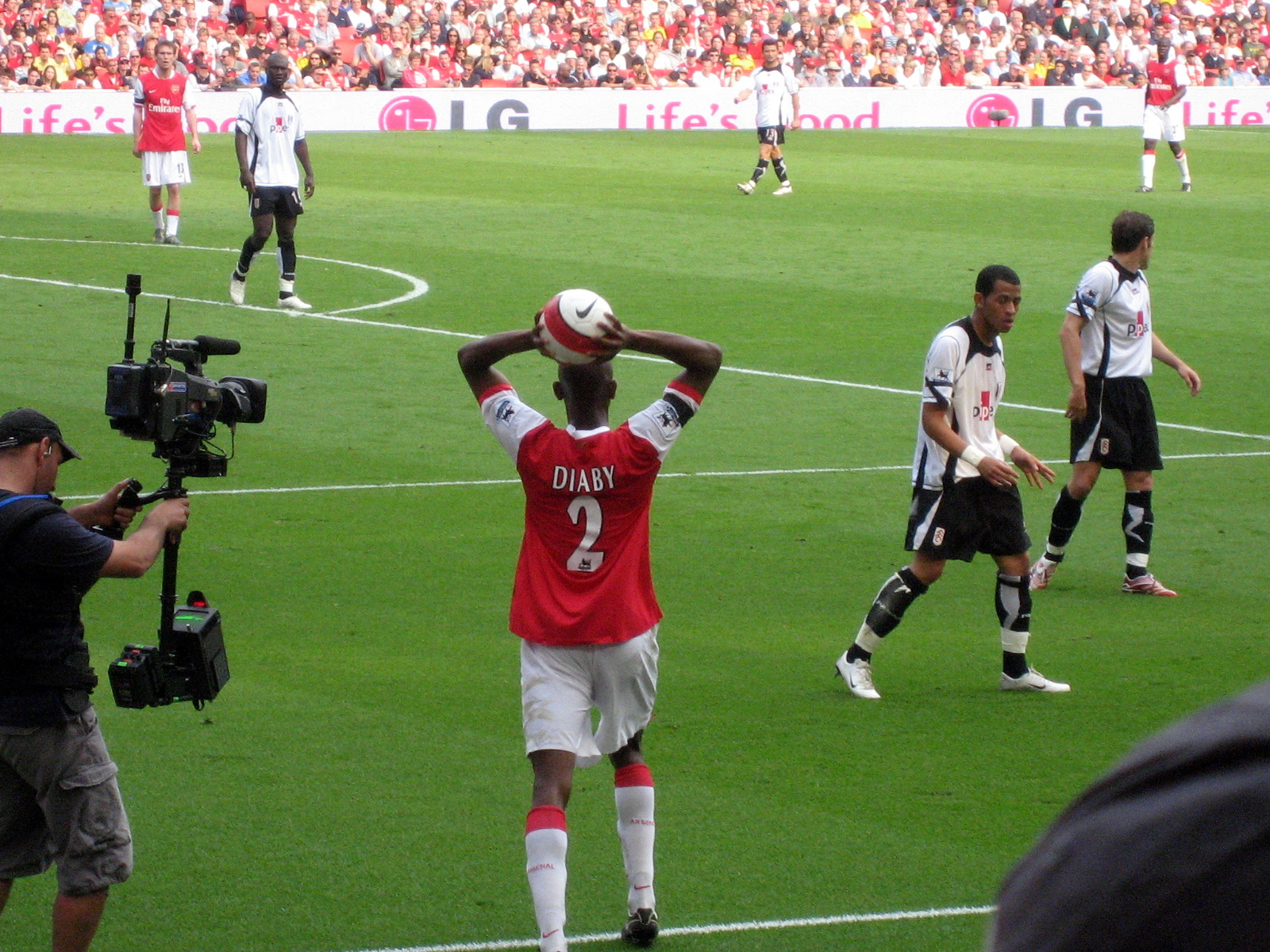
Абу Діабі у грі проти «Фулхема» в 2007 році

Лише 9 січня 2007 року Діабі повернувся на поле, вийшовши на заміну замість Тео Волкотта в чвертьфінальному матчі Кубка Ліги проти «Ліверпуля», який закінчився з рахунком 3:6 на користь «Арсенала». У фіналі цього турніру в Кардіффі Діабі завдав травми Джону Террі, вдаривши його в ліву щелепу. Капітан «Челсі» пролежав без свідомості кілька хвилин, а потім був госпіталізований. Проте, в той же день, Террі був виписаний без серйозних ускладнень.

##### 2007—2008
В новому сезон Діабі почав часто виходити на лівому фланзі. 12 грудня 2007 року Діабі забив свій перший гол у Лізі чемпіонів в матчі проти «Стяуа», який закінчився з рахунком 2:1 на користь «Арсеналу». 29 березня 2008 року Абу отримав свою першу червону картку за «Арсенал» у матчі з «Болтоном». Згодом він пошкодив коліно і до кінця сезону майже не виступав.

##### 2008—2009

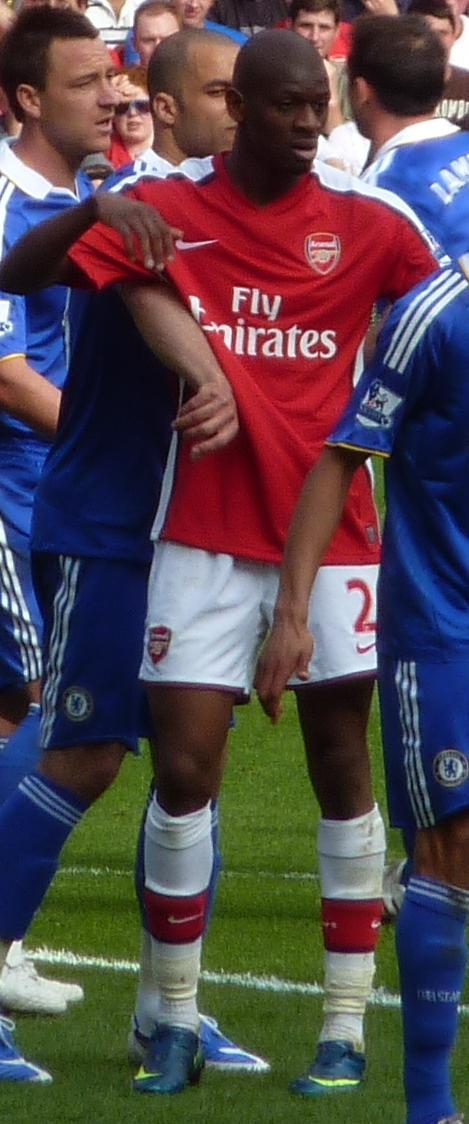
Абу Діабі у грі проти «Челсі» в 2009 році.

Після продажу Матьє Фламіні в «Мілан», Діабі отримав можливість боротися з Денілсоном та Алексом Сонгом за його позицію як партнера Сеска Фабрегаса в центрі поля, але оскільки ще не до кінця залікував травму, змушений був пропустити початок сезону. Діабі повернувся до складу лише у грі проти «Евертона», допомігши перемогти команді з рахунком 3:1. 26 грудня 2008 року, забив свій перший гол у сезоні в Прем'єр-лізі у матчі з «Астон Віллою», що завершилася з рахунком 2:2.

##### 2009—2010
Сезон 2009—2010 став для Діабі одним із найкращих. Він утвердився в основному складі команди в центрі поля і навіть став ключовим гравцем. Завдяки цьому 1 січня 2010 року відбулося підписання нового довгострокового контракту з клубом.

### Міжнародна кар'єра
Діабі зіграв 14 ігор за юнацьку збірну Франції віком до 19 років, деякі з них як капітан, ставши чемпіоном Європи серед юнаків віком до 19 років у 2005 році. У лютому 2006 року Діабі зіграв за молодіжну збірну Франції проти однолітків з Вірменії, але пропустив молодіжний чемпіонат Європи 2006 року у зв'язку з травмою щиколотки. Так та гра і залишилась єдиною у футболці молодіжної збірної.
За національну збірну Франції дебютував 24 березня 2007 року, замінивши Флорана Малуда в матчі проти збірної Литви.

## Статистика

### Клуб
На 1 червня 2015
| Клуб      | Сезон   | Ліга | Ліга  | Ліга  | Cup  | Cup   | Cup   | Європа | Європа | Європа | Всього | Всього | Всього |
| Клуб      | Сезон   | Ігор | Голів | Пасів | Ігор | Голів | Пасів | Ігор   | Голів  | Пасів  | Ігор   | Голів  | Пасів  |
| --------- | ------- | ---- | ----- | ----- | ---- | ----- | ----- | ------ | ------ | ------ | ------ | ------ | ------ |
| «Осер»    | 2004–05 | 5    | 0     | 0     | 0    | 0     | 0     | 2      | 0      | 0      | 7      | 0      | 0      |
| «Осер»    | 2005–06 | 5    | 1     | 0     | 0    | 0     | 0     | 2      | 0      | 0      | 7      | 1      | 0      |
| Всього    | Всього  | 10   | 1     | 0     | 0    | 0     | 0     | 4      | 0      | 0      | 14     | 1      | 0      |
| «Арсенал» | 2005–06 | 12   | 1     | 1     | 2    | 0     | 0     | 2      | 0      | 0      | 16     | 1      | 1      |
| «Арсенал» | 2006–07 | 12   | 1     | 0     | 5    | 0     | 1     | 1      | 0      | 0      | 18     | 1      | 1      |
| «Арсенал» | 2007–08 | 15   | 1     | 1     | 7    | 1     | 1     | 6      | 2      | 0      | 28     | 4      | 2      |
| «Арсенал» | 2008–09 | 24   | 3     | 2     | 5    | 0     | 0     | 7      | 1      | 0      | 36     | 4      | 2      |
| «Арсенал» | 2009–10 | 29   | 6     | 4     | 1    | 0     | 0     | 10     | 1      | 2      | 40     | 7      | 6      |
| «Арсенал» | 2010–11 | 16   | 2     | 3     | 3    | 0     | 0     | 1      | 0      | 0      | 20     | 2      | 3      |
| «Арсенал» | 2011–12 | 4    | 0     | 0     | 0    | 0     | 0     | 1      | 0      | 0      | 5      | 0      | 0      |
| «Арсенал» | 2012–13 | 11   | 0     | 0     | 3    | 0     | 1     | 1      | 0      | 0      | 15     | 0      | 1      |
| «Арсенал» | 2013–14 | 1    | 0     | 0     | 0    | 0     | 0     | 0      | 0      | 0      | 1      | 0      | 0      |
| «Арсенал» | 2014–15 | 0    | 0     | 0     | 1    | 0     | 0     | 0      | 0      | 0      | 1      | 0      | 0      |
| Всього    | Всього  | 124  | 14    | 11    | 27   | 1     | 3     | 29     | 4      | 2      | 180    | 19     | 16     |
| Загалом   | Загалом | 134  | 15    | 11    | 27   | 1     | 3     | 33     | 4      | 2      | 194    | 20     | 16     |

### Збірна
На 7 вересня 2012
| Збірна  | Рік     | Ігор | Голів | Пасів |
| ------- | ------- | ---- | ----- | ----- |
| Франція | 2006–07 | 2    | 0     | 0     |
| Франція | 2007–08 | 0    | 0     | 0     |
| Франція | 2008–09 | 0    | 0     | 0     |
| Франція | 2009–10 | 6    | 0     | 0     |
| Франція | 2010–11 | 7    | 0     | 0     |
| Франція | 2011–12 | 0    | 0     | 0     |
| Франція | 2012–13 | 1    | 1     | 0     |
| Всього  | Всього  | 16   | 1     | 0     |

## Досягнення

### Клуб
- Фіналіст Ліги Чемпіонів: 2006
- Переможець Amsterdam Tournament: 2005, 2007, 2008
- Володар Emirates Cup: 2007, 2009, 2010
- Фіналіст кубка англійської ліги: 2007, 2011

### Збірна
- Чемпіон Європи серед юнаків віком до 19 років: 2005